# Дейвид Балдачи
Дейвид Балдачи (на английски: David Baldacci) е американски писател на бестселъри в жанра трилър.

## Биография
Дейвид Балдачи е роден на 5 август 1960 г. в Ричмънд, Вирджиния и е от италиански произход. Получава бакалавърска степен по политически науки от Virginia Commonwealth University през 1982 г. и диплома по право от Университета на Вирджиния през 1986 г. Като студент пише разкази в свободното си време. След това практикува право в продължение на девет години близо до Вашингтон. Докато живее в Александрия, Вирджиния, Балдачи пише къси разкази и сценарии за филми, но без особен успех.

### Творчество и награди
Дейвид Балдачи прави своя голям удар на литературната сцена с публикуването на първия си роман „Абсолютна власт“ през 1996 година, заснет през 1997 г. под същото заглавие с участието на Клинт Истууд като режисьор и звезда. В произведенията му има две серии романи – за Клуб „Кемъл“ с основен герой Оливър Стоун, и за Шон Кинг и Мишел Максуел. През 2011 г. въвежда своя нов герой Джон Пулър.
Като цяло, Дейвид Балдачи публикува 25 романа, от които всички са били национални и международни бестселъри. Романите му са преведени на повече от 45 езика и се продават в повече от 100 страни, отпечатани са в над 120 милиона екземпляра в световен мащаб. Публикува също така две детски книги.
Той е получил множество отличия за творчеството си, участник е в Международната Зала на престъпността 2011 и е получил наградата за писателите на 2012 „Barnes & Noble“.

### Общественик
Занимавайки се с няколко благотворителни организации, като Национална асоциация за множествена склероза, най-големите му усилия са насочени към фондацията „Wish Foundation ®“. Създадена от Дейвид и съпругата му, Фондацията подкрепя семейството и грамотността на възрастното население в Съединените щати чрез подпомагане и насърчаване на развитието и разширяването на нови и съществуващи грамотности и образователни програми. През 2008 г. Фондацията си партнира с „Feeding America“, за да започне програмата „Body&Mind“ за преодоляване на връзката между грамотността, бедността и глада. Чрез „Body&Mind“, са събрани храни и разпределени почти 1 млн. нови и употребявани книги. Дейвид обяснява: „С тази програма хората ще се приберат вкъщи с храна, с която те трябва да живеят, както и с книги, с които те трябва да променят живота си.“

### Семейство
Дейвид и съпругата му Мишел Балдачи („Мики“) имат от брака си две деца. Те живеят във Виена, Северна Вирджиния. През 1997 г. списание „Пийпъл“ го обявява за един от 51-те най-красиви хора в света.

## Произведения

### Самостоятелни романи
- Абсолютна власт, Absolute Power (1996)
- Тотален контрол, Total Control (1997)
- Лотарията, The Winner (1998)
- Простата истина, The Simple Truth (1998)
- Да спасиш свидетел, Saving Faith (1999)
- Да вярваш в чудеса, Wish You Well (2001)
- Последният жив, Last M”an Standing (2001)
- Коледен експрес, The Christmas Train (2003)
- Родени за ченгета, True Blue (2009)
- Едно лято, One Summer (2011)
- The Final Play (2021)

### Серия „Шон Кинг и Мишел Максуел“ (Sean King and Michelle Maxwell)
1. Част от секундата, Split Second (2003)
2. Игра на часове, Hour Game (2004)
3. Обикновен гений, Simple Genius (2007)
4. Първото семейство, First Family (2009)
5. Шестият, The Sixth Man (2011)
6. Кинг и Максуел, King and Maxwell (2013)

### Серия „Клуб „Кемъл“ (Camel Club)
1. Клуб „Кемъл“, The Camel Club (2005)
2. Колекционерите, The Collectors (2006)
3. Хладнокръвният Стоун, Stone Cold (2007)
4. Собствено правосъдие, Divine Justice (2008)
5. Дяволският квадрат, Hell’s Corner (2010)

### Серия „Шоу и Кати Джеймс“ (Shaw and Katie James)
1. Цялата истина, The Whole Truth (2008)
2. Избави ни от злото, Deliver Us From Evil (2010)

### Серия „Джон Пулър“
1. Ден нула, Zero Day (2011)
2. Забравените, The Forgotten (2012)
3. Бягството, The Escape (2014)
4. Ничия земя, No Man's Land (2016)

### Серия „Уил Роби“ (Will Robie)
1. Невинните, The Innocent (2012)
2. Перфектният удар, The Hit (2013)
2.5 Bullseye (2014)
3. Мишената, The Target (2014)
4. Виновните, The Guilty (2015)
5. Последен ход, End Game (2017)

### Серия „Вега Джейн“ (Vega Jane)
1. The Finisher (2014)
Довършителката, изд. „Сиела“ (2014), прев. Деян Кючуков
2. The Keeper (2015)
Пазителката, изд. „Сиела“ (2016), прев. Деян Кючуков
3. The Width of the World (2017)
Ширината на света, изд. „Сиела“ (2017), прев. Деян Кючуков
4. The Stars Below (2019)

### Серия „Еймъс Декър“ (Amos Decker)
1. Memory Man (2015)
Абсолютна памет, изд.: ИК „Обсидиан“, (2016), прев. Милко Стоименов
2. The Last Mile (2016)
Последната миля, изд.: ИК „Обсидиан“, (2017), прев. Милко Стоименов
3. The Fix (2017)
Предатели, изд.: ИК „Обсидиан“, (2018), прев. Милко Стоименов
4. The Fallen (2018)
Жертвите, изд.: ИК „Обсидиан“, (2019), прев. Милко Стоименов
5. Redemption (2019)
Изкупление, изд.: ИК „Обсидиан“, (2020), прев. Милко Стоименов
6. Walk The Wire (2020)
Игра с огъня, изд.: ИК „Обсидиан“, (2021), прев. Милко Стоименов
7. Long Shadows (2022)
Дълги сенки, изд.: ИК „Обсидиан“, (2023), прев. Милко Стоименов

### Серия „Атли Пайн“ (Atlee Pine)
1. Long Road to Mercy (2018)
Дългият път, изд.: ИК „Обсидиан“, (2020), прев. Милко Стоименов
2. A Minute to Midnight (2019)
Минута до полунощ, изд.: ИК „Обсидиан“, (2021), прев. Милко Стоименов
3. Daylight (2020)
Дневна светлина, изд.: ИК „Обсидиан“, (2022), прев. Милко Стоименов
4. Финалът (2023)

### Серия „Алойшъс Арчър“ (Aloysius Archer)
1. One Good Deed (2019)
Едно добро дело, изд.: ИК „Обсидиан“, (2020), прев. Милко Стоименов
2. A Gambling Man (2021)
Комарджия, изд.: ИК „Обсидиан“, (2021), прев. Милко Стоименов
3. Dream town (2022)
Градът на мечтите, изд.: ИК „Обсидиан“, (2021), прев. Милко Стоименов

### Детско-юношеска литература

#### Серия „Фреди и пържените картофки“ (Freddy and the French Fries)
1. Fries Alive! (2005)
2. The Mystery of Silas Finklebean (2006)

#### Участие в общи серии с други писатели

##### „39 ключа: Кахил срещу Веспърс“ (39 Clues: Cahills vs. Vespers)
- Day of Doom (2013)

от серията има още 38 романа от различни автори

### Новели
- The Mighty Johns (2007)
- No Time Left (2010)
- Bullseye (2014)